# 拉特里耶
拉特里耶（法語：Latrille，法語發音：[latʁij]）是法国朗德省的一个市镇，属于蒙德马桑区。

## 地理
拉特里耶（43°37'41"N, 0°17'17"W）面积6.84 平方千米，位于法国新阿基坦大区朗德省，该省份为法国西南部沿海省份，是法國本土面积第二大的省，北起吉倫特省，西临大西洋，南至大西洋比利牛斯省，东临热尔省，东北与洛特-加龍省接壤。
与拉特里耶接壤的市镇（或旧市镇、城区）包括：塞戈斯、阿杜尔河畔艾尔、米拉蒙-桑萨克、圣阿涅特、索尔贝特。

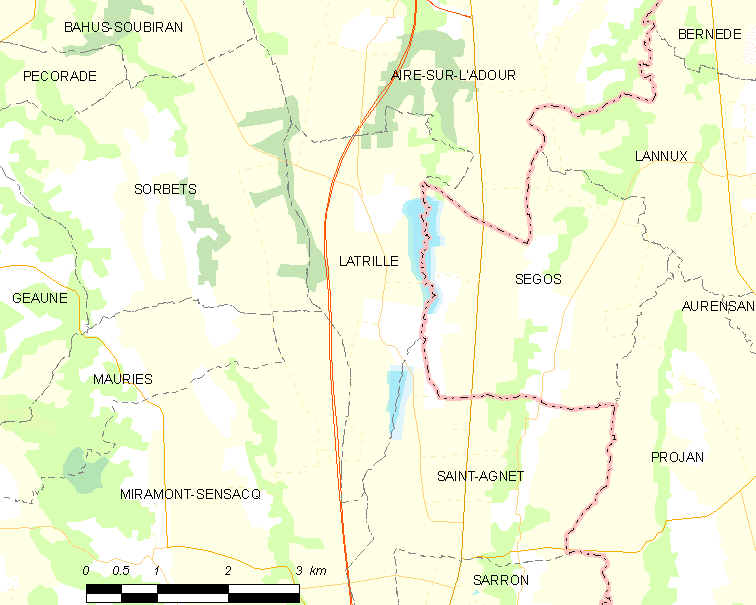
拉特里耶的OSM定位图

拉特里耶的时区为UTC+01:00、UTC+02:00（夏令时）。

## 行政
拉特里耶的邮政编码为40800，INSEE市镇编码为40146。

## 政治
拉特里耶所属的省级选区为阿杜尔-阿马尼亚克县。

## 人口

1962-2008年间拉特里耶人口变化图示

拉特里耶于2022年1月1日时的人口数量为167人。